# تومي أميوبي
تومي أميوبي (بالإنجليزية: Tomi Ameobi)‏ (16 أغسطس 1988 بنيوكاسل أبون تاين في المملكة المتحدة - ) هو لاعب كرة قدم بريطاني في مركز الهجوم. لعب مع سكونثورب يونايتد وغريمسبي تاون وفوريست غرين وليدز يونايتد ونادي دونكاستر روفرز ونادي فآسا ونادي ادمونتون ونادي مانسفيلد تاون وBÍ/Bolungarvík ‏ وWhitley Bay F.C. ‏ وGrindavík (men's football) ‏.

## وصلات خارجية
- تومي أميوبي على موقع قاعدة بيانات كرة القدم.إي يو (الإنجليزية)
- تومي أميوبي على موقع Soccerbase.com (لاعب) (الإنجليزية)
- تومي أميوبي على موقع Soccerway.com (الإنجليزية)
- تومي أميوبي على موقع عالم كرة القدم.نت (الإنجليزية)